# Mavis Horsburgh
Mavis Horsburgh (* um 1910; † unbekannt), verheiratete Mavis Wray, war eine australische Badmintonspielerin.

## Karriere
Mavis Horsburgh gewann 1932 bis 1934 bei den australischen Meisterschaften die Dameneinzelkonkurrenz, wobei zu dieser Zeit die Titelkämpfe noch inoffiziellen Charakter hatten. Aber auch bei den folgenden drei Meisterschaften, nun als offizielle Titelkämpfe, siegte sie im Dameneinzel. 1938 und 1939 siegte sie im Damendoppel, im letztgenannten Jahr auch im Mixed.

## Sportliche Erfolge
| Saison | Veranstaltung                                   | Disziplin   | Platz | Name                                |
| ------ | ----------------------------------------------- | ----------- | ----- | ----------------------------------- |
| 1932   | Australien: Einzelmeisterschaften (inoffiziell) | Dameneinzel | 1     | Mavis Horsburgh                     |
| 1933   | Australien: Einzelmeisterschaften (inoffiziell) | Dameneinzel | 1     | Mavis Horsburgh                     |
| 1934   | Australien: Einzelmeisterschaften (inoffiziell) | Dameneinzel | 1     | Mavis Horsburgh                     |
| 1935   | Australien: Einzelmeisterschaften               | Dameneinzel | 1     | Mavis Horsburgh                     |
| 1936   | Australien: Einzelmeisterschaften               | Dameneinzel | 1     | Mavis Horsburgh                     |
| 1937   | Australien: Einzelmeisterschaften               | Dameneinzel | 1     | Mavis Horsburgh                     |
| 1938   | Australien: Einzelmeisterschaften               | Damendoppel | 1     | Mavis Horsburgh / Beryl Cuthbertson |
| 1939   | Australien: Einzelmeisterschaften               | Mixed       | 1     | Tim Thompson / Mavis Wray           |
| 1939   | Australien: Einzelmeisterschaften               | Damendoppel | 1     | Mavis Wray / Beryl Cuthbertson      |